# Valentinus (gnostiek)
Valentinus (overleden na 155) was een gnostisch leraar en de grondlegger van de stroming binnen de gnostiek die bekend staat als het valentinianisme. Van zijn hand is een verscheidenheid aan geschriften verschenen die slechts fragmententarisch zijn overgeleverd, grotendeels ingebed in weerlegde citaten in de werken van zijn tegenstanders. Op basis hiervan is zijn leersysteem slechts te reconstrueren in grote lijnen. Deze leer is alleen bekend in de ontwikkelde en gewijzigde vorm die zijn discipelen eraan hebben gegeven. Valentinus leerde dat er drie soorten mensen waren: de spirituele, psychische en materiële; en dat alleen degenen van spirituele aard de gnosis (kennis) ontvingen die hen in staat stelde terug te keren naar het goddelijke Pleroma, terwijl degenen met een psychische aard (gewone christenen) een mindere of onzekere vorm van verlossing zouden bereiken, en zij die een materiële natuur hadden gedoemd waren om te vergaan.

## Leven en werken
Er is zeer weinig bekend over de persoon Valentinus. Hij was waarschijnlijk afkomstig uit Egypte en opgeleid in Alexandrië. In latere valentiaanse literatuur werd Valentinus in een apostolische lijn geplaatst. Hij zou zijn opleiding hebben genoten van Theudas, die weer opgeleid was door Paulus. 
Valentinus moet omstreeks 135 in Rome zijn gearriveerd, waar hij vijftien tot twintig jaar moet hebben verbleven. Dat was ongeveer in dezelfde periode dat ook Marcion van Sinope in Rome verbleef. Tertullianus (ca. 160-230) schreef dat beiden oorspronkelijk orthodox waren, maar later uit de kerk gegooid werden .  Uit het geschrift van Tertullianus wordt duidelijk, dat Valentinus grote intellectuele begaafdheden bezat en een charismatisch spreker en prediker moet zijn geweest. Tertullianus schreef ook dat Valentinus de ambitie had bisschop van Rome te worden. Dat werd uiteindelijk Pius I en als reactie hierop zou Valentinus dan ketter zijn geworden. In het vakgebied van de eenentwintigste eeuw is er ernstige twijfel aan de juistheid van de mededeling over deze ambitie van Valentinus en zeker ten aanzien van zijn reactie hierop. Het is echter wel duidelijk dat Valentinus binnen de christelijke gemeenschap in Rome een aanzienlijke populariteit genoot. Valentinus is in tegenstelling tot Marcion ook nooit geëxcommuniceerd. 
In Rome waren rond het midden van de tweede eeuw meerdere groepen los van elkaar staande Romeinse christenen aanwezig. 
Justinus (ca. 114-165) schreef in zijn Dialoog met Trypho dat er in de stad groepen waren die zich christenen noemden, maar dat feitelijk niet waren. Hij noemt dan marcionieten, volgelingen van Carpocrates, basildianen, saturnilianen en valentinianen. Even voor 200 werd echter door bisschop Victor nog een overtuigd valentiniaan, Florinus, tot priester gewijd. 
Het is onduidelijk of Valentinus Rome ooit verlaten heeft. Epiphanius van Salamis schreef in de Panarion, dat Valentinus schipbreuk leed bij Cyprus en daar krankzinnig werd, maar ook dat kan een vals verhaal zijn in een poging vermeende ketterij te bestrijden. In het vakgebied wordt de mogelijkheid opengelaten dat Valentinus naar Egypte terugkeerde. Dat zou een verklaring zijn voor de vele malen dat Clemens van Alexandrië (ca. 115|150-215)  in zijn werk  Stromateis Valentinus citeert. In het werk van Clemens van Alexandrie zijn zes korte fragmenten uit brieven en preken van Valentinus bewaard gebleven. Bij Hippolytus is een psalm van Valentinus bewaard. Dat beschrijft een goddelijke drie-eenheid van een Vader onder de naam Bythos (Diepte), een Moeder (waarschijnlijk Sophia, Wijsheid) en een Kind, dat geïdentificeerd wordt als de Logos. 
De inhoud van die tekstfragmenten van Valentinus hebben echter nauwelijks een relatie met de beschrijving van Ireneüs van Lyon (ca.140-202)  Adversus Haereses   (Tegen de ketters) over het valentiniaanse gedachtegoed. In het vakgebied overheerst dan ook de mening dat het zijn leerlingen waren, zoals Heracleon en de gnosticus Ptolemaeus, die de verschillende valentiniaanse systemen hebben ontworpen en op systematische wijze hebben beschreven. In iedere latere valentiniaanse bron ontbreekt ook ieder beroep op het gezag van Valentinus. 

### Evangelie der Waarheid
Ireneüs schreef ook, zonder de naam Valentinus te noemen, dat de valentinianen een onlangs door hen vervaardigd boek het Evangelie der Waarheid noemen, hoewel het in niets met de evangeliën van de apostelen overeenstemt.  Pseudo-Tertullianus, de naam voor een onbekende auteur die een appendix schreef bij een werk van Tertullianus, schreef omstreeks 270 in Adversus Omnes Haereses dit boek aan Valentinus zelf toe. Hoewel volstrekte zekerheid ontbreekt, zijn ook de meeste auteurs op het vakgebied geneigd Valentinus als de auteur te beschouwen. Het Evangelie der Waarheid is geen klassiek evangelie. Het zegt niets over de belevenissen en leven van Jezus. Het is duidelijk een valentiniaans werk met een sterk meditatief karakter. Ook in dit werk ontbreekt de systematische structuur van latere leerlingen van Valentinus. 
Het wordt op het vakgebied wel als het literaire meesterwerk van de gnostische literatuur gezien. In het werk worden de eonen, emanaties van de Moeder en de Zoon, gezien als gedachten en gevoelens die in de godheid zelf ingesloten zijn. Die eonen worden met woorden vergeleken en komen pas later tot een zelfstandig bestaan als die worden uitgesproken door de Logos. In die opvatting wordt het zelfstandig worden van de eonen opgevat als een vorm van verlossing. In de tekst wordt vaak gewisseld tussen die goddelijke wereld en de fysieke wereld. Ook mensen komen in de tekst pas tot een zelfstandig bestaan in God. Onwetendheid is identiek met niet bestaan en het is Christus als Verlosser die de onwetendheid wegneemt. 
Zolang onwetendheid hen vervulde met angst en verwarring, 
en hen twijfelend, verward en verdeeld achterliet,
werden zij achtervolgd door vele illusies en lege waandenkbeelden,
alsof zij in een diepe slaap verzonken waren ten prooi aan nare dromen.
Of zij vluchtten ergens heen,
of ze missen de kracht om vooruit te komen als ze anderen willen achtervolgen,
of zij zijn betrokken bij gewelddadigheden, geven klappen of krijgen klappen,
of zij storten van grote hoogte omlaag,
of zij vliegen omhoog, de lucht in, terwijl zij niet eens vleugels hebben.
Dan weer lijkt het alsof iemand hen probeert te doden, terwijl er niemand is die hen nazit.
of dat zij zelf hun dierbaren vermoorden, want zij zijn bevlekt met bloed.
Tot het moment dat zij, die dit alles meemaken, ontwaken.
Dan zien zij, die al deze verwarringen hebben meegemaakt, plotseling: 
niets.
Want het was niets,
het waren slechts wanen.
Zo werpen zij de onwetendheid van zich af,
zoals zij de slaap van zich afschudden waaraan zij niet meer hechten,
evenmin als zij deze visioenen beschouwen als werkelijkheid.
Maar zij laten hen achter zich als een droom in de nacht.
De kennis van de Vader beschouwen zij als het morgenlicht.
Zo heeft ieder gehandeld alsof hij sliep gedurende de tijd dat hij onwetend was,
en zo staat hij weer op alsof hij ontwaakt.
Vreugde voor de mens die zichzelf hervindt en ontwaakt!